# Hikanatoi
Los Hikanatoi (en griego: Ἱκανάτοι; lit. «Los Habilidosos»), fueron uno de los tagmata bizantinos, de élite de la guardia imperial acantonados cerca de Constantinopla, la capital imperial. Creados a principios del siglo IX, permanecieron activos hasta finales del siglo XI.

## Historia
La fecha exacta de la fundación de los Hikanatoi no está clara. La Vita Ignatii, un relato hagiográfico sobre la vida del patriarca Ignacio de Constantinopla, registra que la unidad habría sido establecida alrededor del año 809 por el emperador Nicéforo I (r. 802-811). Una breve mención en un fragmento de la Crónica del 811 señala que, en su noveno año de reinado (a partir del 1 de noviembre de 810), Nicéforo I, preparándose para una campaña contra los búlgaros, creó una guardia personal para su hijo y heredero, Estauracio, reclutando para ella a los hijos de la aristocracia. Esta fecha es ampliamente aceptada, aunque la evidencia sigilográfica sobre su establecimiento es imprecisa y podría sugerir una fundación a finales del siglo VIII. Según la Vita Ignatii, Nicetas, nieto de Nicéforo y futuro patriarca Ignacio, fue nombrado primer comandante de la unidad.
El nombre de los Hikanatoi proviene del término griego ἱκανός, que significa «capaz» o «competente», combinado con la terminación latina -atus. La unidad está bien documentada durante los siglos IX y X. Su primera participación conocida fue en la batalla de Pliska, el 26 de julio de 811, contra los búlgaros, donde falleció el emperador Nicéforo I. Los Hikanatoi aparecen frecuentemente registrados durante el reinado de Basilio I el Macedonio (r. 867-886) y participaron en otra derrota frente a los búlgaros en la Batalla de Aqueloo en 917. En la expedición a Creta de 949, se documenta la participación de 456 soldados de la unidad procedentes de Bitinia, junto con un número no especificado de efectivos de los temas europeos de Tracia y Macedonia. La continuidad de la unidad en el siglo XI no se puede confirmar con certeza, porque las escasas menciones podrían referirse a modificaciones modernas o al apellido Hikanatos. Como la mayoría de los tagmata, es probable que la unidad dejara de existir en algún momento de la segunda mitad del siglo XI.

## Estructura
De acuerdo con el historiador británico John Haldon, los Hikanatoi parecen haber sido estructurados siguiendo el modelo del tagma de la Vigla. El regimiento estaba liderado por un domestikos (en griego: δομέστικος τῶν Ἱκανάτων; domestikos tōn Hikanatōn), generalmente con el rango cortesano de prōtospatharios, aunque en teoría podía ascender a los rangos de patrikios o anthypatos patrikios.
Su principal subordinado era el topotērētēs (teniente), con rango de spatharokandidatos o spatharios, mientras que los demás oficiales de la unidad ocupaban rangos inferiores al de spatharios. Al igual que la vigla, la estructura incluía un chartoularios (funcionario financiero), varios komētes (condes) y sus subordinados kentarchoi, quienes comandaban las subdivisiones de la unidad, un prōtomandatōr (mensajero jefe) y tres tipos de abanderados: bandophoroi, sēmeiophoroi y doukiniatores.
El tamaño exacto de la unidad y sus subdivisiones es objeto de debate, ya que las principales fuentes son relatos árabes cuya precisión es cuestionada. El historiador Warren Treadgold, quien considera fiables las cifras árabes, estima que cada tagma tenía un tamaño estándar de 4000 hombres, mientras que Haldon, que cuestiona estas cifras por infladas, sugiere un total de 4000 hombres para todos los tagmata juntos. Las listas de la expedición cretense de 949, registradas en el De Ceremoniis del emperador Constantino VII Porfirogéneta (r. 913-959), mencionan 456 Hikanatoi, aunque no está claro si este número representa la totalidad de la unidad o solo una parte.

## Comandantes conocidos
- Nicetas Rangabé (el futuro Patriarca Ignacio), c. 810-811
- Pedro, patricio y anteriormente domestikos tōn scholōn, sirvió como domestikos tōn hikanatōn bajo Nicéforo I y fue capturado en Pliska, más tarde se convirtió en monje y santo
- Orestes, prōtospatharios, asistió al concilio de la Iglesia de 869 en Constantinopla
- Nikephoros Tzourakes, prōtospatharios, mediados del siglo IX/X, conocido solo por su sello
- Juan Curcuas (abuelo del general homónimo del siglo X), se rebeló contra Basilio I alrededor del año  885
- Bardas, basilikos spatharios, siglo IX, conocido sólo por su sello
- Miguel, basilikos prōtospatharios, siglo IX, conocido sólo por su sello
- Theoktistos o Theognostos, basilikos spatharios, siglo IX, conocido solo por sus sellos
- Pankratoukas, bajo el reinado de León VI el Sabio (r. 886-912 )
- Olbianos Maroules, comandó el regimiento en Aqueloo en 917
- Constantino Barymichael, desertó de León Focas el Viejo a Romano Lecapeno durante su rivalidad por el trono en 919
- Juan, basilikos prōtospatharios, siglo IX/X, conocido sólo por su sello
- León, basilikos prōtospatharios, finales del siglo IX/principios del siglo X, conocido solo por su sello
- Constantino, basilikos prōtospatharios, siglo X, conocido sólo por su sello
- León Sarakenopoulos, antes de 971
- Teodoro, basilikos prōtospatharios, siglo X, conocido sólo por su sello